# Морская Полиция: Лос-Анджелес (Сезон 8)
Восьмой сезон американского телесериала «Морская полиция: Лос-Анджелес», премьера которого состоялась на телеканале CBS 22 сентября 2009 года.
Сериал является спин-оффом сериала «Морская полиция: Спецотдел».
Действие сериала разворачивается в Лос-Анджелесе, штат Калифорния.
Восьмой сезон стартовал 25 сентября 2016 года на канале CBS с показа сразу двух первых серий нового сезона. Сезон завершился 14 мая 2017 года. За 2016-17 американский телевизионный сезон, восьмой сезон Морская полиция: Лос-Анджелес занял 11-е место со средним показателем 12,51 миллиона зрителей.

## В ролях

### Основной состав
| Имя            | Исполнитель         | В ролях    | Периодический персонаж |
| -------------- | ------------------- | ---------- | ---------------------- |
| Джи Каллен     | Крис О’Доннелл      | весь сезон | н/д                    |
| Кенси Блай     | Даниэла Руа         | весь сезон | н/д                    |
| Сэм Ханна      | LL Cool J           | весь сезон | н/д                    |
| Марти Дикс     | Эрик Кристиан Олсен | весь сезон | н/д                    |
| Генриетты Лэнг | Линда Хант          | весь сезон | н/д                    |
| Эрик Бил       | Барретт Фоа         | весь сезон | н/д                    |
| Нелл Джонс     | Рене Фелис Смит     | весь сезон | н/д                    |

### Второстепенный состав
| - Вито Руджинис — Аркадий Колчек - Питер Кэмбор — Нэйт Гетц - Эрик Палладино — агент ЦРУ Востаника Сабатино - Онжаню Эллис — Мишель Ханна - Бар Пали — Анна Колчек - Индия де Бофорта - Александра Рейнольдс - Джексон Херст - заместитель Министра обороны Корбин Дагган | - Лиза Мэли — Сью Чен - Анслем Ричардсон — Тахир Халед - Курт Ейгер — офицер ЦРУ Феррис - Адам Бартли — Карл Браун - Сальватор Шереб — Рэндалл шаров - Сэмми Шейх — Ахмед Хан Асаким - Памела Рид — Роберта Дикс |

## Эпизоды
| № | #  | Название                                            | Режиссёр           | Сценарист                            | Дата показа в США | Код серии | Зрители США (миллионы) |
| --- | -- | --------------------------------------------------- | ------------------ | ------------------------------------ | ----------------- | --------- | ---------------------- |
| 169 | 1  | «High-Value Target» «Высшая цель»                   | Тауниа МакКирнен   | Р. Скотт Геммилл                     | 25 сентября 2016  | 801       | 10.34                  |
| Команда берется за расследование кражи цезия из нескольких больниц города. А тем временем в штаб-квартиру приезжает заместитель Министра Обороны Корбин Дагган, чтобы провести реорганизацию всего подразделения. |    |                                                     |                    |                                      |                   |           |                        |
| 170 | 2  | «Belly of the Beast» «Брюхо зверя»                  | Терренс О’Хара     | Р. Скотт Геммилл                     | 25 сентября 2016  | 802       | 10.34                  |
| Половина отряда отправляется в Сирию для захвата ценного террориста. Они попадают в засаду, которая приводит к крушению вертолета, а Кенси получает тяжелое ранение. |    |                                                     |                    |                                      |                   |           |                        |
| 171 | 3  | «The Queen's Gambit» «Королевский гамбит»           | Деннис Смит        | Р. Скотт Геммилл                     | 2 октября 2016    | 803       | 11.39                  |
| Команда берется за расследование похищения двух важных людей, а тем временем Хетти все еще остается в Вашингтоне на даче показаний. |    |                                                     |                    |                                      |                   |           |                        |
| 172 | 4  | «Black Market» «Черный рынок»                       | Джеймс Хэнлон      | Джордана Льюис Джаффе                | 16 октября 2016   | 804       | 10.89                  |
| Агента нац. безопасности отравляют, и весь отряд бросает все силы на поиски злоумышленника, а цепочка улик приводит их к Триаде и возможному предателю. |    |                                                     |                    |                                      |                   |           |                        |
| 173 | 5  | «Ghost Gun» «Призрачная пушка»                      | Бенни Бум          | Кайл Харимото                        | 23 октября 20165  | 805       | 11.40                  |
| Убийство военно-морского машиниста с высоким уровнем безопасности отправляет команду на общегородскую охоту. Кроме того, Анна Колчек помогает Хэтти найти крота. |    |                                                     |                    |                                      |                   |           |                        |
| 174 | 6  | «Home Is Where the Heart Is» «Дом - там где сердце» | Эрик А. Пот        | Джозеф К. Уилсон                     | 30 октября 2016   | 806       | 9.74                   |
| Во время расследования неудачного взлома команда обнаруживает, что человек, ответственный за взломы, больше, чем кажется, и что он бывший агент Mossad, нацеленный на изгоев-товарищей. В то время как Анна сотрудничает с Нелл по этому делу, Дикс пытается помочь Кензи справиться с обширной терапией, необходимой для ее выздоровления. |    |                                                     |                    |                                      |                   |           |                        |
| 175 | 7  | «Crazy Train» «Сумасшедший поезд»                   | Дайан С. Валентайн | Фрэнк Милитари                       | 6 ноября 2016     | 808       | 12.11                  |
| Аналитика NSA находят в море, съеденным акулой. Каллен отправляется в психбольницу для того, чтобы найти важного ключевого свидетеля. |    |                                                     |                    |                                      |                   |           |                        |
| 176 | 8  | «Parallel Resistors» «Параллельные ризисторы»       | Эрик Ланейвилль    | Джо Сакс                             | 13 ноября 2015    | 808       | 12.11                  |
| Расследование группы по поводу поражения электрическим током студента колледжа, работающего над секретным военно-морским проектом, приводит их к его любознательной дочери, которая может быть ключом к его работе. |    |                                                     |                    |                                      |                   |           |                        |
| 177 | 9  | «Glasnost» «Гласность»                              | Джон Питер Кусакис | Эндрю Бартельс                       | 20 ноября 2016    | 809       | 10.43                  |
| После того, как женщина отравлена полонием-210, расследование команды приводит их к отцу Каллена и его темным секретам. |    |                                                     |                    |                                      |                   |           |                        |
| 178 | 10 | «Sirens» «Сирены»                                   | Джонатан Фрэкс     | Эрин Бродхерст                       | 27 ноября 2016    | 810       | 11.39                  |
| Два поддельных шерифа были убиты возле дома Каллена. Нелл допрашивает Карла Брауна для получения дополнительной информации. |    |                                                     |                    |                                      |                   |           |                        |
| 179 | 11 | «Tidings We Bring» «Весть о нас»                    | Джеймс Ханлон      | Чад Мазеро                           | 18 декабря 2016   | 811       | 10.37                  |
| Команда берется за расследование дела о похищении аналитика ВМФ, но дело меняет направление, когда становится известно, что он не просто похищен, а взят в заложники. |    |                                                     |                    |                                      |                   |           |                        |
| 180 | 12 | «Kulinda» «Кулинда»                                 | Тауниа МакКирнен   | Кайл Харимото                        | 8 января 2017     | 812       | 10.41                  |
| После того, как телохранитель городского совета убит, Сэм идет под прикрытием к работодателю, чтобы выяснить, кто убил его подчиненного. |    |                                                     |                    |                                      |                   |           |                        |
| 181 | 13 | «Hot Water» «Горячая вода»                          | Деннис Смит        | Анастасия Кусакис                    | 15 января 2017    | 813       | 10.64                  |
| В этот день зам. министра Дагган приходит в отдел и арестовывает Хетти. У всей команды оказываются связаны руки, поскольку Сэма, Каллена и Грейнджера арестовывают. |    |                                                     |                    |                                      |                   |           |                        |
| 182 | 14 | «Under Siege» «В Осаде»                             | Руб Надд           | Р. Скотт Джеммилл                    | 29 января 2017    | 814       | 11.29                  |
| Хетти становится изгоем, чтобы отделиться от всех и найти крота. Команда перегруппировывается, и все идет наперекосяк, когда Кензи похищает человек, которому она доверяла. |    |                                                     |                    |                                      |                   |           |                        |
| 183 | 15 | «Payback» «Окупаемость»                             | Терренс О'Хара     | Джордана Льюис Яффе                  | 19 февраля 2017   | 815       | 8.61                   |
| По мере того, как команда пытается спасти Кензи от Ферриса, они задаются вопросом, кому они могут доверять, когда появляются старые лица. Примечание: это последнее появление Оуэна Грейнджера из-за смерти Мигеля Феррера. |    |                                                     |                    |                                      |                   |           |                        |
| 184 | 16 | «Old Tricks» «Старые трюки»                         | Теренс Найтингейл  | Эндрю Бартельс                       | 5 марта 2017      | 816       | 9.46                   |
| Когда лейтенант Военно-Морского Флота и его дед похищены из дома престарелых, расследование команды приводит их к паре мошенников и охоте за редкой монетой. |    |                                                     |                    |                                      |                   |           |                        |
| 185 | 17 | «Queen Pin» «Королевский Пин»                       | Эрик Ланейвилль    | Джозеф К. Уилсон                     | 12 марта 2017     | 817       | 9.26                   |
| Сэм возобновляет старый псевдоним, чтобы отследить крупного преступного вора в законе. Романтическая ночь Анны и Каллена прерывается, когда им поручено сопровождать ценного заключенного в Лос-Анджелес для допроса. |    |                                                     |                    |                                      |                   |           |                        |
| 186 | 18 | «Getaway» «Уход»                                    | Тони Уормби        | Эрин Бродхерст                       | 19 марта 2017     | 818       | 9.10                   |
| После того, как Министерство Финансов США взломано, Нелл и Эрик идут под прикрытие, чтобы отслеживать технически подкованных мужа и жену, связанных с преступлением. Кроме того, Специалист по цифровой криминалистике Дэйв Флинн прибывает из кибер-офиса NCIS в Сан-Диего для выполнения операций, пока Эрик и Нелл находятся на задании. |    |                                                     |                    |                                      |                   |           |                        |
| 187 | 19 | «767» «767»                                         | Бенни Бум          | Кайл Харимото                        | 26 марта 2017     | 819       | 11.17                  |
| После того, как инженер на новом военно-морском судне погиб, Каллен и Сэм отправились в Токио, чтобы следовать за своим коллегой. |    |                                                     |                    |                                      |                   |           |                        |
| 188 | 20 | «From Havana with Love» «Из Гаваны с любовью»       | Деннис Смит        | Джо Сакс                             | 9 апреля 2017     | 820       | 9.51                   |
| Команда расследует ситуацию, когда мужчина утверждает, что его жена, подрядчик Военно-Морского Флота, продает государственные секреты, что приводит их в кубинский клуб, куда Кензи и Дикс идут под прикрытием. |    |                                                     |                    |                                      |                   |           |                        |
| 189 | 21 | «Battle Scars» «Боевые шрамы»                       | Джеймс Уитмор, мл. | Джордана Льюис Яффе и Эндрю Бартельс | 23 апреля 2017    | 821       | 9.44                   |
| Когда ветеран похищает коррумпированного администратора, команда должна работать со старыми друзьями Хэтти, одним из которых является A. Дж. Чегвидден, чтобы найти его и выяснить, что происходит. |    |                                                     |                    |                                      |                   |           |                        |
| 190 | 22 | «Golden Days» «Золотые дни»                         | Руба Надда         | Джозеф К. Уилсон и Ли А. Карлайл     | 30 апреля 2017    | 822       | 7.79                   |
| Команда работает с бывшими коллегами по Вьетнамской войне Хэтти, чтобы вернуть 40 миллионов долларов украденного золота, хотя все усложняется, когда другие стороны вкладывают средства в поиск. Дикс получает удивительные новости от детектива Уайтинга о его деле.                                                                       |    |                                                     |                    |                                      |                   |           |                        |
| 191 | 23 | «Uncaged» «Uncaged»                                 | Фрэнк Милитари     | Фрэнк Милитари                       | 7 мая 2017        | 823       | 9.06                   |
| Команда мчится, чтобы спасти Мишель, когда ее похищают требующие освобождения Тахира Халеда. |    |                                                     |                    |                                      |                   |           |                        |
| 192 | 24 | «Unleashed» «Начатый»                               | Джон Питер Кусакис | Р. Скотт Геммилл                     | 14 мая 2017       | 824       | 9.40                   |
| После смерти Мишель Сэм уходит, чтобы отомстить за ее смерть и покончить с Тахиром Халедом раз и навсегда. |    |                                                     |                    |                                      |                   |           |                        |